# Sigurdskvädet (ballad)
Sigurdskvädet (svensk nytitel) eller Regin Smidur (originaltitel; färöiska: Regin Smiður, "Regin Smed") är en medeltida färöisk ballad med 124 strofer om det fornnordiska kvädet om Sigurd Fafnesbane och dvärgsmeden Regin. Sigurdskvädet har anor till förhistorisk tid men tros ha satts till rim på Färöarna under 1300-talet. Texten skrevs ner 1851 av prästen och folkminnesforskaren Venceslaus Ulricus Hammershaimb i hans bok Færøske kvæder I.
Översättningar av texten finns på bland annat svenska och danska under namnet Sigurdskvädet (danska: Sigurdskvadet). Lidingö Kammarkör i sättning av Daniel Hellden gjorde en svenskinspelning av balladen för albumet Flöjten Spelar Dansen Går..., utgivet 1975.
I modern tid är låten till stor del känd från färöiska metalbandet Týrs återgivning av balladen i metalregi för deras album Eric the Red, utgivet 2003.

## Text
Texten till Regin Smiður är i originalet rätt lång; en vanlig version har 119 verser. Tyrs inspelning är betydligt kortare. Ett urval av verserna följer.
| Viljið tær nú lýða á Meðan eg man kvøða Um teir ríku kongarnar Sum eg vil nú um røða Refräng: Grani bar gullið av heiði Brá hann sinum brandi av reiði Sjúrður vá á orminum Grani bar gullið av heiði Hundings synir í randargný Teir skaðan gørdu har Eitur var í svørinum Teir bóru móti mær Grani bar gullið av heiði osv. | Fávnir eitur ormurin Á Glitrarheiði liggur Regin er ein góður smiður Fáum er hann dyggur Grani bar gullið av heiði osv. Hann var sær á leikvøllum Imillum manna herjar Rívur upp eikikelvi stór Hann lemjir summar til heljar Grani bar gullið av heiði osv. Eystantil undri heyginum Ið dreingir eyka tal Dimmur er hesin dapri dagur Niður í mold at fara Grani bar gullið av heiði osv. Har kom maður á vøllin fram Eingin ið hann kendi Síðan hatt á høvdi bar Og finskan boga í hendi Grani bar gullið av heiði osv. | Har kom maður á vøllin fram Hann vá við eggjateini Eyga hevði hann eitt í heysi Knept var brók at beini Grani bar gullið av heiði osv. Ormurin er skriðin av gullinum Tað man frættast víða Sjúrður setist á Granar bak Hann býr seg til at ríða Grani bar gullið av heiði Brá hann sinum brandi av reiði Sjúrður vá á orminum Grani bar gullið av heiði |

## Återgivningar
- 1975: Sigurdskvädet – av Lidingö Kammarkör i sättning av Daniel Hellden på albumet Flöjten Spelar Dansen Går...
- 1996: Sigurds-Kvadet – av norska bandet Ym:Stammen på albumet Guden i Steinen
- 2001: Sigurdkvadet – av danska bandet Krauka på albumet Vikinga seiður
- 2003: Regin Smidur – av färöiska bandet Týr på albumet Eric the Red